# Кожахметов, Тилеубай
Тилеубай Кожахметов (1911, село Ыргайты, Верненский уезд, Семиреченская область, Туркестанский край, Российская империя — 1954, Джамбулская область, Казахская ССР) — председатель колхоза «15 лет Казахской ССР» Красногорского района, Джамбулская область, Казахская ССР. Герой Социалистического Труда (1948).

## Биография
Родился в 1911 году в крестьянской семье в селе Ыргайты (сегодня — Ногайбай Кордайского района) Верненского уезда.
С раннего возраста трудился в сельском хозяйстве. Во время коллективизации в 1930 году вступил в сельскохозяйственную артель. Трудился молотобойцев, кузнецом. Возглавлял колхозную комсомольскую организацию. С 1939 года — председатель Брикского сельсовета.
В 1944 году избран председателем колхоза «Актерек» (позднее — «15 лет Казахской ССР») Красногорского района. В послевоенное время за короткое время вывел в число передовых сельскохозяйственных предприятий Красногорского района. В 1947 году труженики колхоза вырастили при табунном содержании 87 жеребят от 87 кобыл. Указом Президиума Верховного Совета СССР от 23 июля 1948 года удостоен звания Героя Социалистического Труда за «получение высокой продуктивности животноводства в 1947 году» с вручением ордена Ленина и золотой медали «Серп и Молот» (№ 2504).
Этим же указом званием Героя Социалистического Труда был награждён старший табунщик колхоза «15 лет Казахской ССР» Ибрагим Данияров.
С 1949 года до своей скоропостижной смерти в 1954 году — заместитель председателя колхоза «Щербакты» Курдайского района Джамбулской области.
Награды
- Герой Социалистического Труда
- Орден Ленина
- Медаль «За трудовое отличие»